# 18376 Quirk
18376 Quirk (1991 SQ) là một tiểu hành tinh vành đai chính được phát hiện ngày 30 tháng 9 năm 1991 bởi R. H. McNaught ở Đài thiên văn Siding Spring.